# Psychoda collina
Psychoda collina és una espècie d'insecte dípter pertanyent a la família dels psicòdids.

## Descripció
- La femella fa 0,95-0,98 mm de llargària a les antenes, mentre que les ales li mesuren 1,80-2,05 de longitud i 0,75-0,85 d'amplada.
- Les antenes de la femella presenten 14 segments.
- El mascle no ha estat encara descrit.[2]

## Distribució geogràfica
Es troba a les illes Filipines: Mindanao.